# Канон медицине
Канон медицине је енциклопедија медицине у пет књига које је персијски научник Ибн Сина (Авицена) написао око 1025. Представљала је јасан и организован скуп укупног медицинског знања тадашњег времена. Оригинално је написан на арапском језику али је касније преведен на бројне друге језике укључујући персијски, латински, кинески, хербејски, немачки, француски и енглески уз бројне коментаре. Канон се сматра једном од најважнијих књига у историји медицине.
Такође је познат и као Канун што значи закон на арапском, персијском и урдуу, односно Канун на турском. Представљао је ауторитативни извор знања све до 19. века. Поставио је стандарде медицинског знања и праксе у Европи и исламском свету па је Авиценино најпознатије дело. Канун се користио као уџбеник у многим медицинским школама и факултету - на Универзитету у Монтпелијеру још 1650. Велики део књиге је преведен на кинески језик под насловом Рецепти народа ХУИ од стране Хуиа у Кини за време династије Јуан. Канон је такође поставио темеље за Унани медицину, односно облик традиционалне медицине који се практикује у Индији.
Начела које је поставио Канон и дан - данас представљају део обавезног градива студија историје медицине на угледним светским универзитетима.